# دوکو ۲٫۰
دوکو ۲٫۰ (به انگلیسی: Duqu 2.0) یک بدافزار است که در سال ۲۰۱۵ شناسایی شد. این بدافزار رایانه‌های هتل‌های کشورهای اتریش و سوئیس را آلوده کرده بود که محل مذاکرات بین‌المللی با ایران بر سر برنامه هسته‌ای و تحریم‌های اقتصادی بود. گفته می‌شود این بدافزار، که ماه‌ها آزمایشگاه کسپرسکی را بدون اطلاع آنها آلوده کرده بود، کار یگان ۸۲۰۰ است. نیویورک تایمز ادعا می‌کند این نقض کسپرسکی در سال ۲۰۱۴ باعث شد که اسرائیل همکاری کاسپرسکی با سرویس امنیتی فدرال روسیه را به ایالات متحده اطلاع دهد.
کسپرسکی این بدافزار را کشف کرد و سیمنتک این یافته‌ها را تأیید کرد. این بدافزار یک نوع دوکو است، و دوکو یک نوع از استاکس‌نت است. به گزارش گاردین، این نرم‌افزار «به اسرائیل مرتبط است». این بدافزار از سه حمله روز صفر استفاده می‌کرد و نیاز به بودجه سازمانی متناسب با یک آژانس اطلاعاتی دولتی داشت.
به گفته کسپرسکی، «فلسفه و طرز تفکر گروه ”دوکو ۲٫۰“ نسلی جلوتر از هر چیزی است که در جهان تهدیدات مداوم پیشرفته دیده شده.»